# Wolfisheim
Ne doit pas être confondu avec Wolfsheim (Allemagne).
Wolfisheim [vɔlfisajm] est une commune française de l’Eurométropole de Strasbourg située dans la circonscription administrative du Bas-Rhin et, depuis le 1er janvier 2021, dans le territoire de la Collectivité européenne d'Alsace, en région Grand Est.
Cette commune se trouve dans la région historique et culturelle d'Alsace et fait partie de la 4e circonscription du Bas-Rhin.

## Géographie

### Localisation
Sise aux portes de Strasbourg, en bordure de la Bruche, la commune de Wolfisheim appartient aux plus anciens villages d'Alsace. Elle est située à l'origine aux abords d'un chemin celte reliant, par la vallée de la Bruche, la commune d'Osthoffen à la ville de Strasbourg.
En longeant le chemin de halage du canal de la Bruche, le promeneur dominical passant à proximité du château, du moulin et de l'église, peut s'imaginer ce que fut le passé de ces édifices, jadis centre de la vie du village, aujourd'hui modèles favoris de tant d'artistes peintres.
Située sur le rebord sud du plateau ondulé du Kochersberg, Wolfisheim tend aujourd'hui à devenir un faubourg de l'agglomération strasbourgeoise.

### Communes limitrophes
|                    |            | Oberhausbergen |
| Oberschaeffolsheim | Wolfisheim | Eckbolsheim    |
|                    | Holtzheim  |                |

### Hydrographie

#### Réseau hydrographique
La commune est dans le bassin versant du Rhin au sein du bassin Rhin-Meuse. Elle est drainée par la Bruche et le canal de la Bruche,.
La Bruche, d'une longueur de 77 km, prend sa source dans la commune de Urbeis et se jette  dans l'Ill à Strasbourg, après avoir traversé 37 communes. 
Le canal de la Bruche, d'une longueur de 19 km, reliait initialement Soultz-les-Bains, près de Molsheim à Strasbourg où il rejoint l'Ill, dans le quartier de la Montagne Verte. 

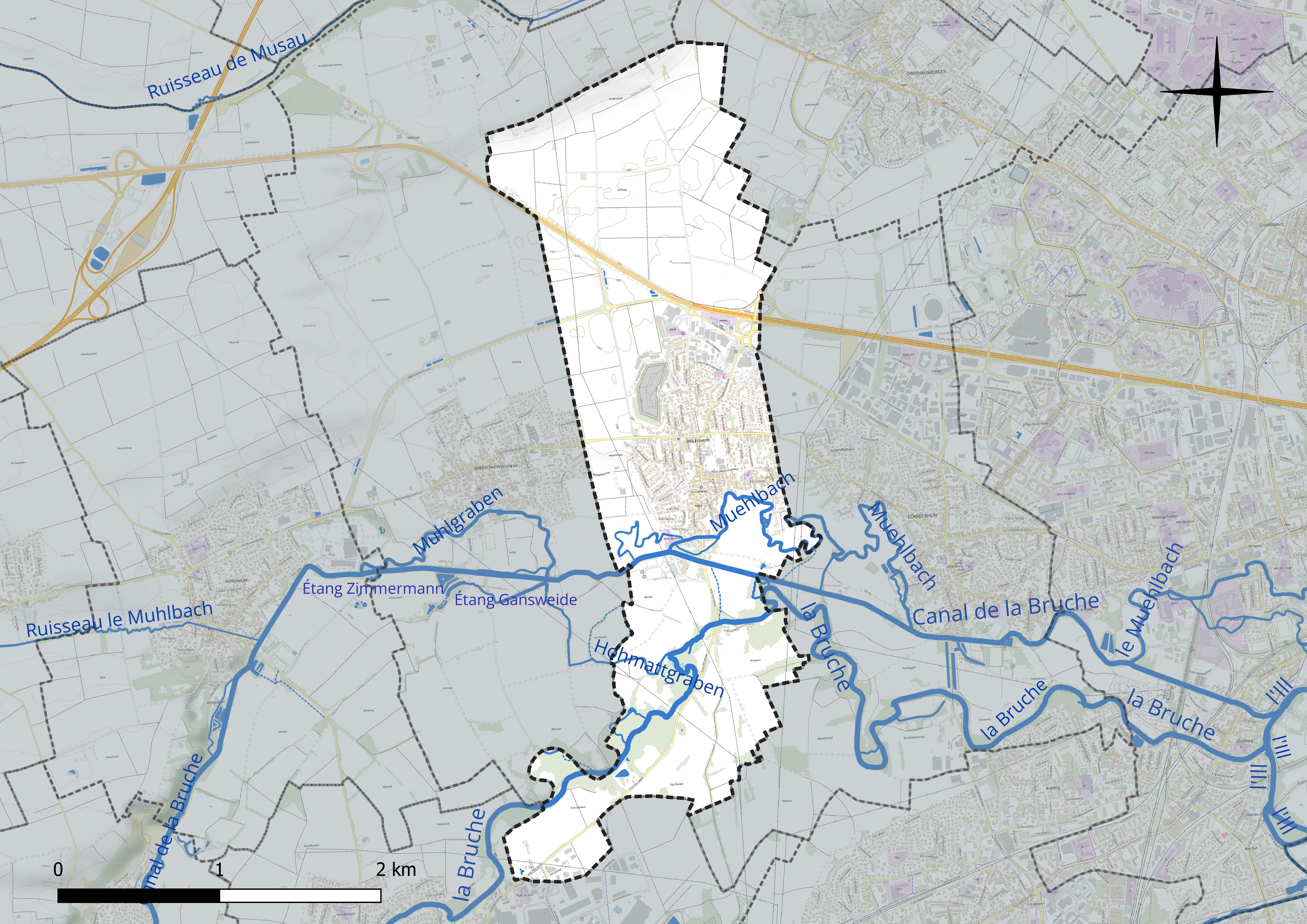
Réseau hydrographique de Wolfisheim.

#### Gestion et qualité des eaux
Le territoire communal est couvert par le schéma d'aménagement et de gestion des eaux (SAGE) « Ill Nappe Rhin ». Ce document de planification concerne la nappe phréatique rhénane, les cours d'eau de la plaine d'Alsace et du piémont oriental du Sundgau, les canaux situés entre l'Ill et le Rhin et les zones humides de la plaine d'Alsace. Le périmètre s’étend sur 3 596 km2. Il a été approuvé le 17 janvier 2005. La structure porteuse de l'élaboration et de la mise en œuvre est la région Grand Est. 
La qualité des cours d’eau peut être consultée sur un site dédié géré par les agences de l’eau et l’Agence française pour la biodiversité. 

### Climat
Pour des articles plus généraux, voir Climat du Grand Est et Climat du Bas-Rhin.
En 2010, le climat de la commune est de type climat des marges montargnardes, selon une étude du Centre national de la recherche scientifique s'appuyant sur une série de données couvrant la période 1971-2000. En 2020, Météo-France publie une typologie des climats de la France métropolitaine dans laquelle la commune est exposée à un climat semi-continental et est dans la région climatique  Alsace, caractérisée par une pluviométrie faible, particulièrement en automne et en hiver, un été chaud et bien ensoleillé, une humidité de l’air basse au printemps et en été, des vents faibles et des brouillards fréquents en automne (25 à 30 jours). 
Pour la période 1971-2000, la température annuelle moyenne est de 10,6 °C, avec une amplitude thermique annuelle de 17,9 °C. Le cumul annuel moyen de précipitations est de 636 mm, avec 8,5 jours de précipitations en janvier et 10,4 jours en juillet. Pour la période 1991-2020, la température moyenne annuelle observée sur la station météorologique de Météo-France la plus proche, « Strasbourg-Entzheim », sur la commune d'Entzheim à 6 km à vol d'oiseau, est de 11,4 °C et le cumul annuel moyen de précipitations est de 635,7 mm. 
La température maximale relevée sur cette station est de 38,9 °C, atteinte le 25 juillet 2019 ; la température minimale est de −23,6 °C, atteinte le 23 janvier 1942,,. 
Les paramètres climatiques de la commune ont été estimés pour le milieu du siècle (2041-2070) selon différents scénarios d'émission de gaz à effet de serre à partir des nouvelles projections climatiques de référence DRIAS-2020. Ils sont consultables sur un site dédié publié par Météo-France en novembre 2022.

## Urbanisme

### Typologie
Au 1er janvier 2024, Wolfisheim est catégorisée grand centre urbain, selon la nouvelle grille communale de densité à sept niveaux définie par l'Insee en 2022.
Elle appartient à l'unité urbaine de Strasbourg (partie française), une agglomération internationale regroupant 23  communes, dont elle est une commune de la banlieue,,. Par ailleurs la commune fait partie de l'aire d'attraction de Strasbourg (partie française), dont elle est une commune du pôle principal,. Cette aire, qui regroupe 268 communes, est catégorisée dans les aires de 700 000 habitants ou plus (hors Paris),.

### Occupation des sols
L'occupation des sols de la commune, telle qu'elle ressort de la base de données européenne d’occupation biophysique des sols Corine Land Cover (CLC), est marquée par l'importance des territoires agricoles (77,9 % en 2018), en diminution par rapport à 1990 (80,3 %). La répartition détaillée en 2018 est la suivante : terres arables (48,1 %), zones urbanisées (21 %), prairies (16,7 %), zones agricoles hétérogènes (13,1 %), zones industrielles ou commerciales et réseaux de communication (1,1 %), mines, décharges et chantiers (0,1 %). L'évolution de l’occupation des sols de la commune et de ses infrastructures peut être observée sur les différentes représentations cartographiques du territoire : la carte de Cassini (XVIIIe siècle), la carte d'état-major (1820-1866) et les cartes ou photos aériennes de l'IGN pour la période actuelle (1950 à aujourd'hui).

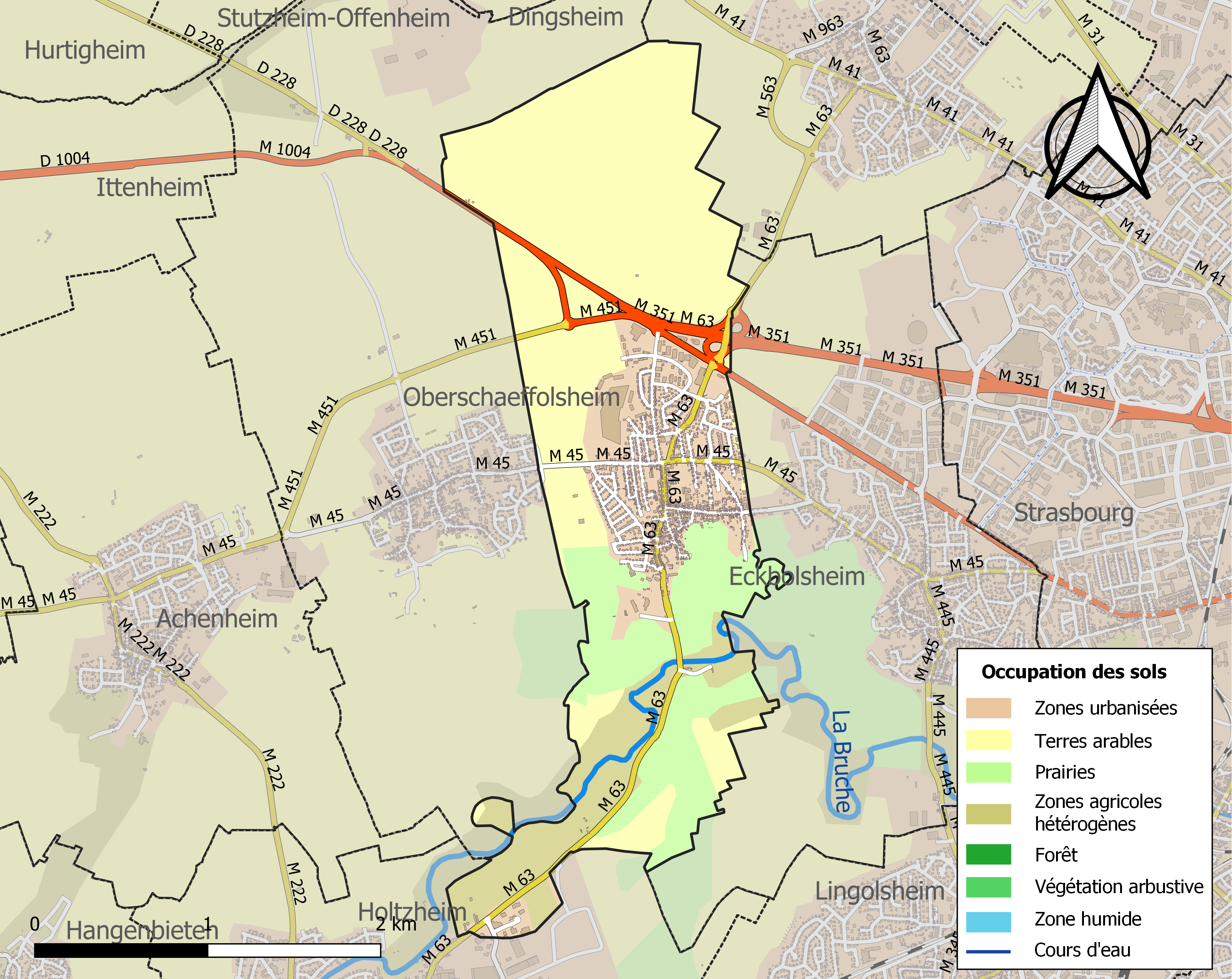
Carte des infrastructures et de l'occupation des sols de la commune en 2018 (CLC).

## Histoire

### Toponymie
Le nom de la localité est attesté sous les formes Wolfrigesheim en 768, Wolvesheim en 959, Wolfesheim et Wolfisheim en 1224.
En dialecte, Wolfze signifiait : « Heim de Wolfo ». Wolfo pourrait être le chef du peuple celte qui s'était installé sur divers bras de la Bruche, fondant le village.
Wolfisheim, la « tanière du loup ».
On constate que la racine « Wolf » se trouve concernée dans les dénominations successives. Cela explique la configuration du piège à loups dans les armoiries de Wolfisheim.

### Wolfisheim à travers les siècles
L'histoire de Wolfisheim est étroitement liée à la naissance de l'Alsace. Celtes, Romains, Francs, Alamans et Gaulois marquent Wolfisheim de leur empreinte. La population jusqu'alors païenne deviendra chrétienne à partir du VIe siècle. Un des premiers documents écrits et datant de 717 fait mention de l'abbaye de Saint-Étienne, propriétaire de biens à Wolfisheim.
Au XIIIe siècle, Wolfisheim appartient à l'évêché de Metz. C'est au cours des luttes de la population contre l'évêque de Metz, qu'un incendie détruisit la commune (1262). En 1315, on note un Jean de Wolfisheim, maire de Strasbourg.

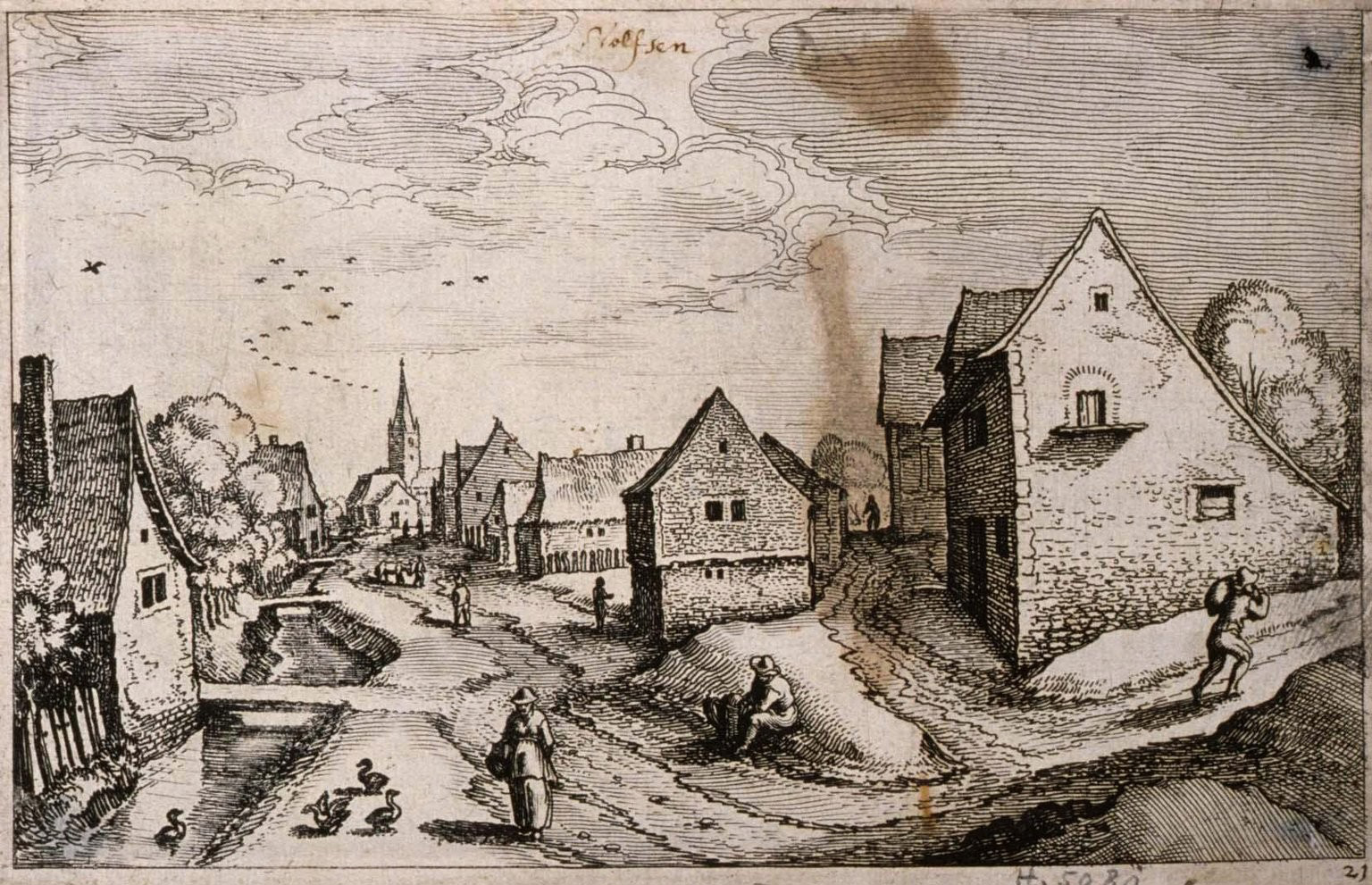
Wolfisheim en 1700.

Wolfisheim, qui appartient à Schafrit de Leyningen, est cédée de moitié à la famille Museler, à qui nous devons le château de Wolfisheim, dont les ruines existaient encore au XVIIIe siècle. En 1534, le comte Philippe Hanau de Lichtenberg rachète le village, qui est alors dépendant de Bouxwiller. Il passe encore sous la domination de la famille Bitche Deux ponts avant de revenir aux Hanau en 1570.
En 1685, un incendie détruisit, une fois de plus, une partie du village. Un apiculteur en était la cause.
La naissance de la commune au sens administratif du terme se fit à la fin du XVIIIe siècle, pendant la Révolution française.
En 1895, on inaugure la première ligne de tramway reliant la gare de Strasbourg à Breuschwickersheim, passant par Wolfisheim. Le tramway a circulé jusqu'en 1959. N'était-ce pas là le premier jalon du rattachement de Wolfisheim à la communauté urbaine de Strasbourg (CUS) qui eut lieu en 1968 ?

## Politique et administration

### Liste des maires
| Période                                  | Période                   | Identité                                   | Étiquette       | Qualité                                                                        |
| ---------------------------------------- | ------------------------- | ------------------------------------------ | --------------- | ------------------------------------------------------------------------------ |
| Les données manquantes sont à compléter. |                           |                                            |                 |                                                                                |
| août 1820                                | juin 1821                 | Jean-Jacques Schoettel                     |                 |                                                                                |
|                                          |                           |                                            |                 |                                                                                |
| février 1826                             | mai 1871                  | Jacques Mathis                             |                 |                                                                                |
| mai 1871                                 | juin 1902                 | Thiebaut Ostermann                         |                 |                                                                                |
| juin 1902                                | juin 1920                 | Philippe Jacques Schaer                    |                 |                                                                                |
| décembre 1921                            | novembre 1940             | Michel North                               |                 |                                                                                |
| novembre 1940                            | août 1944                 | Jacques North                              |                 |                                                                                |
| août 1944                                | mars 1965                 | Alfred Schaer                              |                 |                                                                                |
| mars 1965                                | mars 1971                 | Ernest North                               |                 |                                                                                |
| mars 1971                                | mars 1983                 | Jules Michel                               |                 |                                                                                |
| mars 1983                                | mars 2001                 | Rémy Schlichter                            | RPR             | Directeur de société Conseiller général du canton de Mundolsheim (1990 → 1998) |
| mars 2001                                | En cours (au 31 mai 2020) | Éric Amiet, Réélu pour le mandat 2020-2026 | DVD puis UMP-LR | Avocat Vice-président de l'Eurométropole de Strasbourg (2015 → )               |

## Population et société

### Démographie
L'évolution du nombre d'habitants est connue à travers les recensements de la population effectués dans la commune depuis 1793. Pour les communes de moins de 10 000 habitants, une enquête de recensement portant sur toute la population est réalisée tous les cinq ans, les populations de référence des années intermédiaires étant quant à elles estimées par interpolation ou extrapolation. Pour la commune, le premier recensement exhaustif entrant dans le cadre du nouveau dispositif a été réalisé en 2008.

En 2022, la commune comptait 4 191 habitants, en évolution de +1,26 % par rapport à 2016 (Bas-Rhin : +3,17 %, France hors Mayotte : +2,11 %).
| 1793 | 1800 | 1806 | 1821 | 1831 | 1836 | 1841 | 1846 | 1851 |
| ---- | ---- | ---- | ---- | ---- | ---- | ---- | ---- | ---- |
| 600  | 623  | 643  | 707  | 770  | 874  | 831  | 919  | 957  |

| 1856 | 1861 | 1866 | 1871 | 1875 | 1880 | 1885  | 1890  | 1895  |
| ---- | ---- | ---- | ---- | ---- | ---- | ----- | ----- | ----- |
| 938  | 912  | 926  | 912  | 953  | 965  | 1 008 | 1 271 | 1 332 |

| 1900  | 1905  | 1910  | 1921  | 1926  | 1931  | 1936  | 1946  | 1954  |
| ----- | ----- | ----- | ----- | ----- | ----- | ----- | ----- | ----- |
| 1 358 | 1 344 | 1 357 | 1 087 | 1 145 | 1 245 | 1 358 | 1 803 | 1 658 |

| 1962  | 1968  | 1975  | 1982  | 1990  | 1999  | 2006  | 2008  | 2013  |
| ----- | ----- | ----- | ----- | ----- | ----- | ----- | ----- | ----- |
| 1 679 | 1 780 | 2 014 | 2 135 | 2 674 | 3 832 | 3 930 | 3 958 | 3 999 |

| 2018  | 2022  | - | - | - | - | - | - | - |
| ----- | ----- | - | - | - | - | - | - | - |
| 4 174 | 4 191 | - | - | - | - | - | - | - |

## Culture locale et patrimoine

### Lieux et monuments

#### Architecture religieuse
- Église catholique Saint-Pierre de 1962[27].
- Église protestante Saint-Pierre, 1492-1669[28],[29] et la cloche du clocher de 1723[30].
- Presbytère protestant de 1755[31].
- Temple réformé de 1635[32].
- Synagogue de Wolfisheim du XIXe siècle[33],[34].

#### Architecture civile et militaire
- Fort Kléber : cet ancien fort militaire a été racheté à l'armée par la mairie en 1996. D'importants travaux de réhabilitation l'ont transformé en un lieu public très agréable, inauguré en 2010. Il comporte aujourd'hui une mini-ferme, des aires de jeu pour les enfants ainsi que des locaux associatifs[35]. Il accueille depuis 2011 le festival Wolfi Jazz[36], ainsi que la course Oberschaeffholsheim-Wolfisheim[37] en septembre de chaque année.

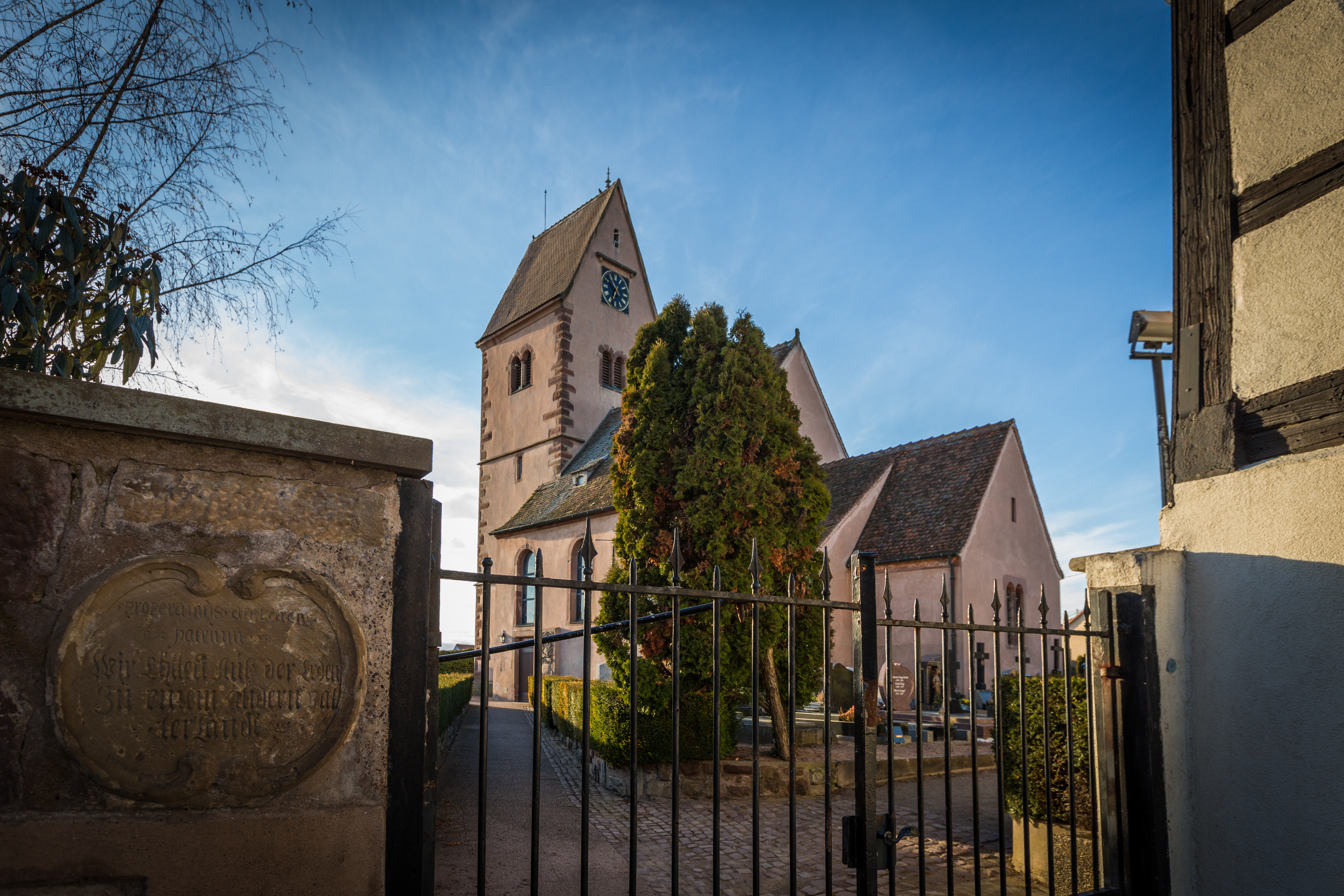
Wolfisheim église protestante Saint-Pierre.
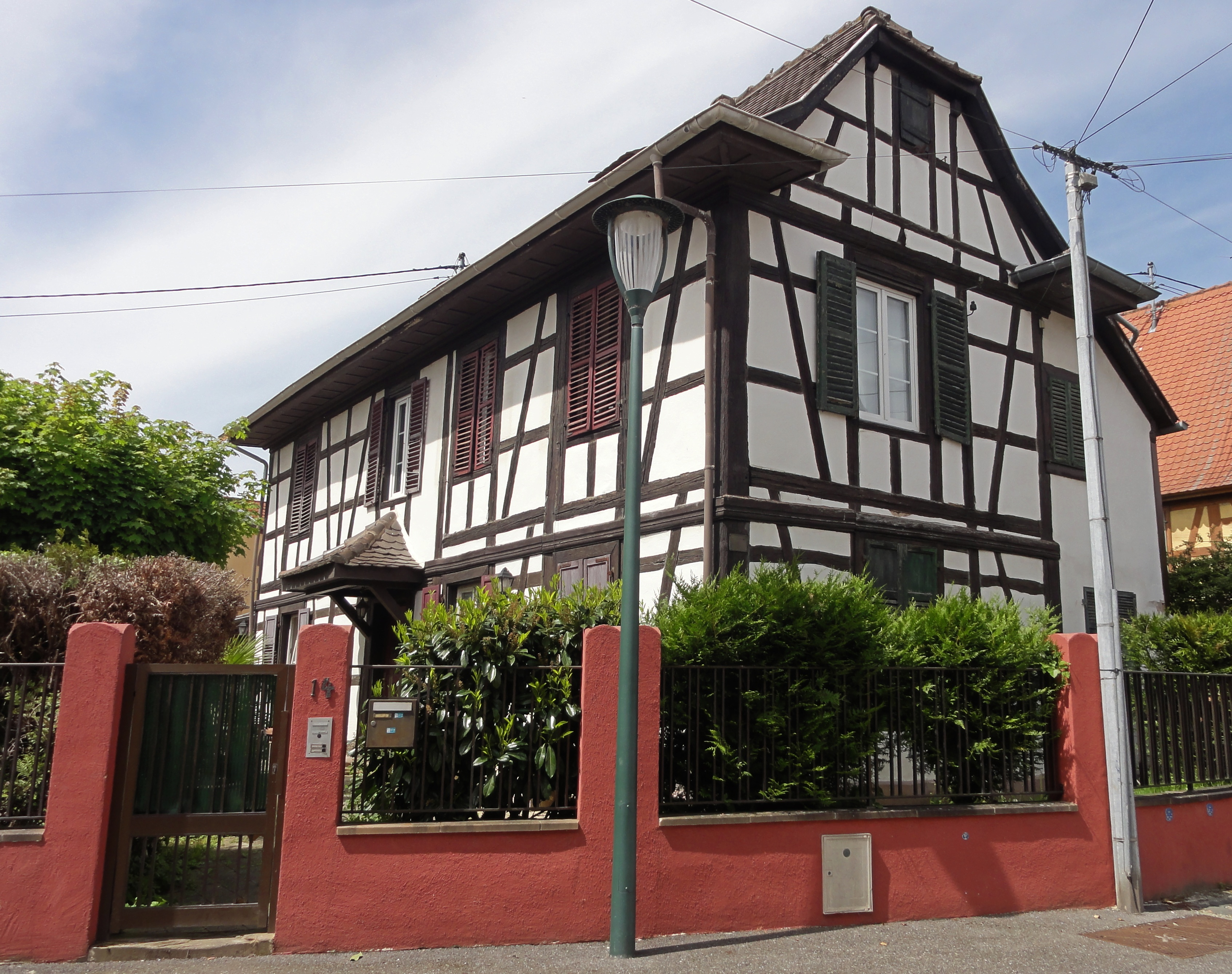
Ancien temple réformé (1655), 14 rue du Château.
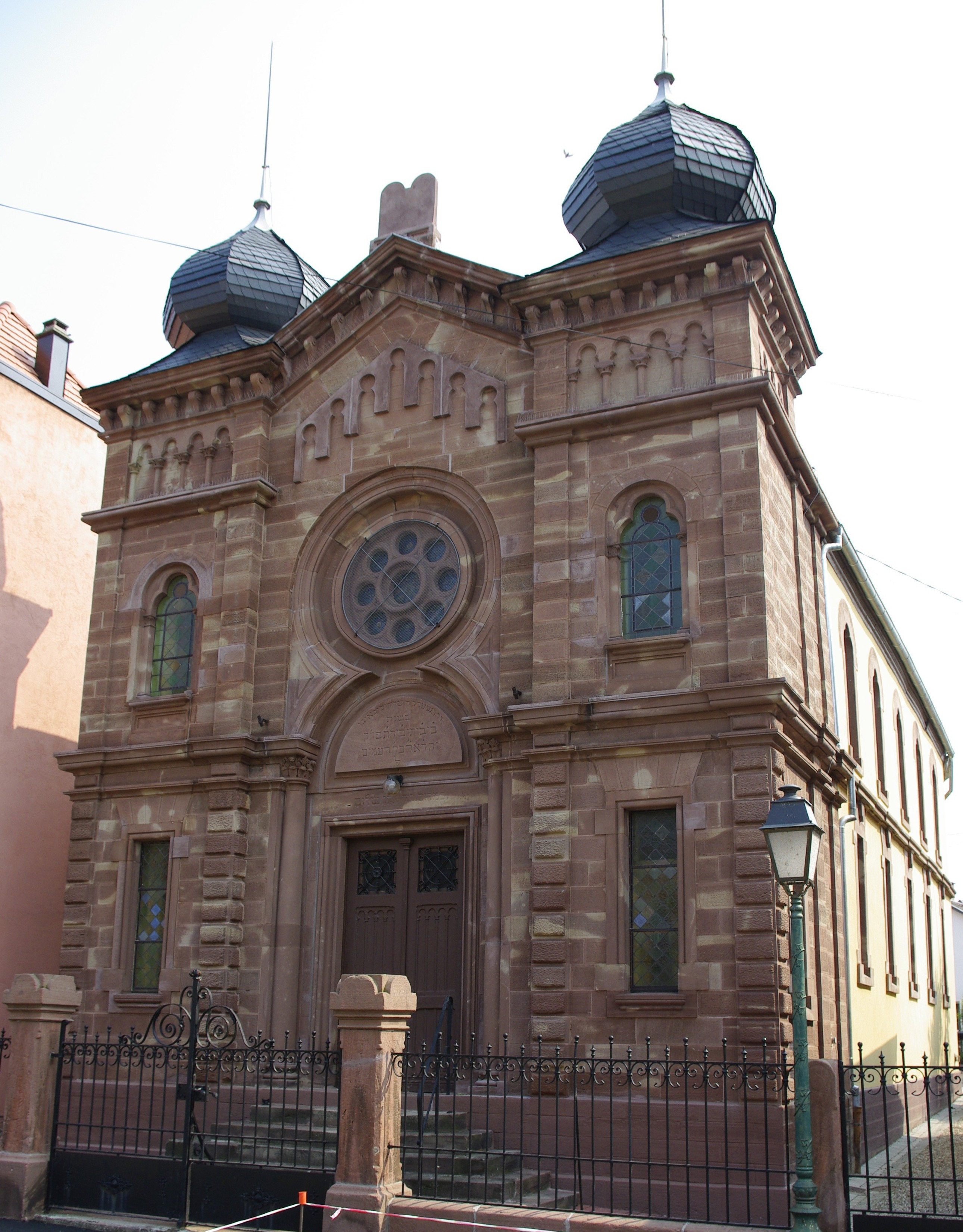
La synagogue du XIXe siècle.
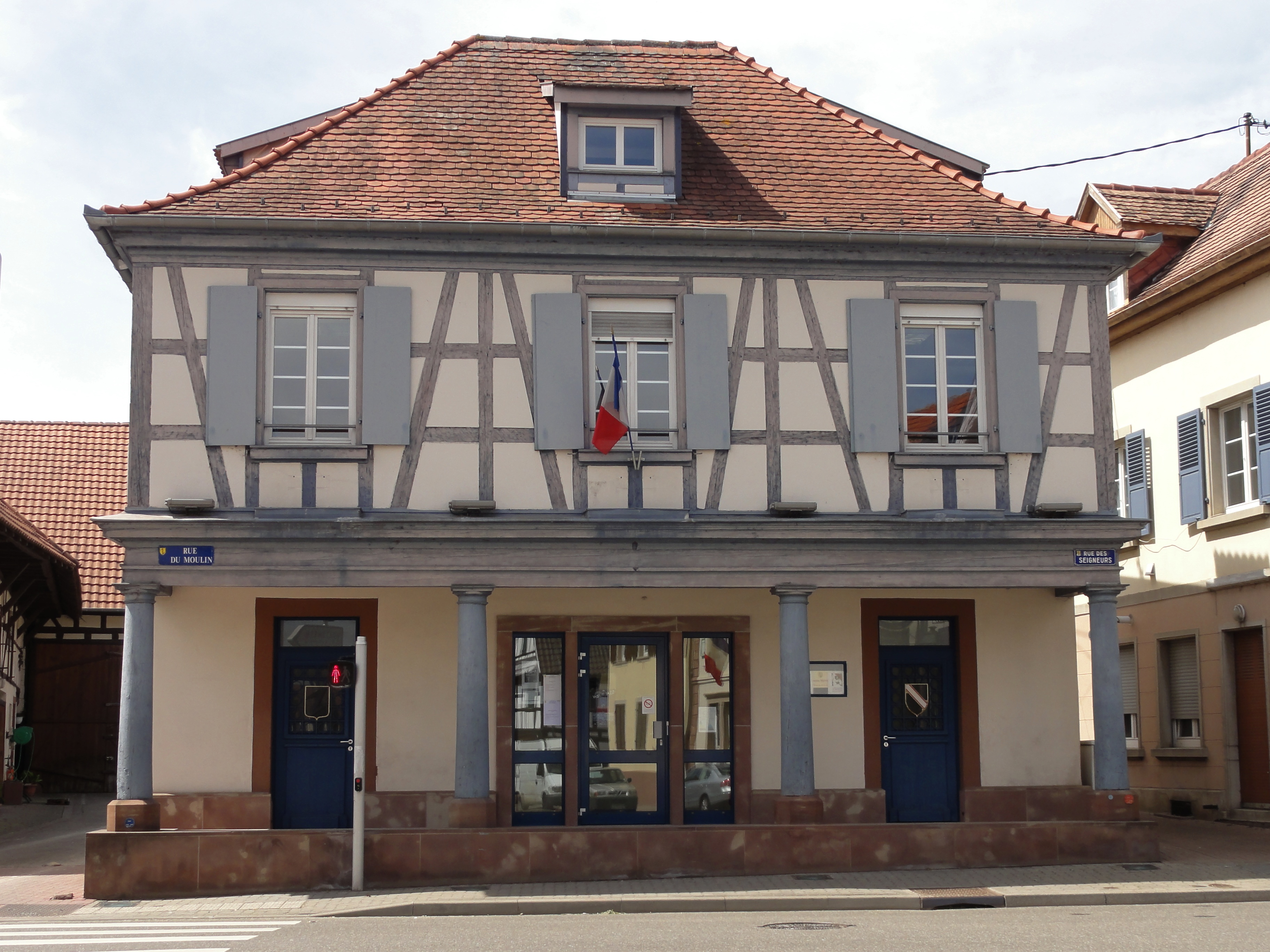
Ancienne mairie dite Laube (1833), rue des Seigneurs.
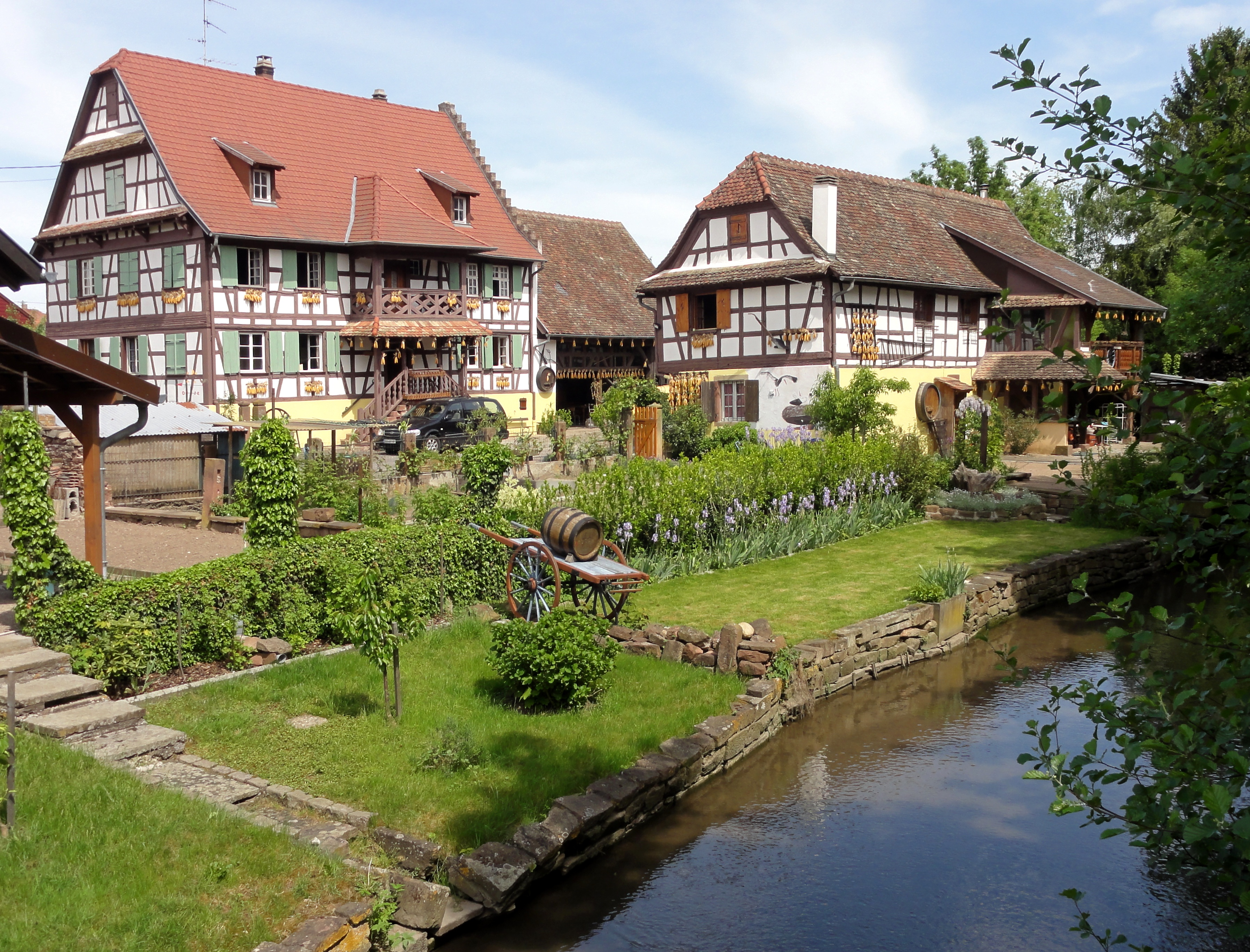
Ferme (1814), 41 impasse Wagner.
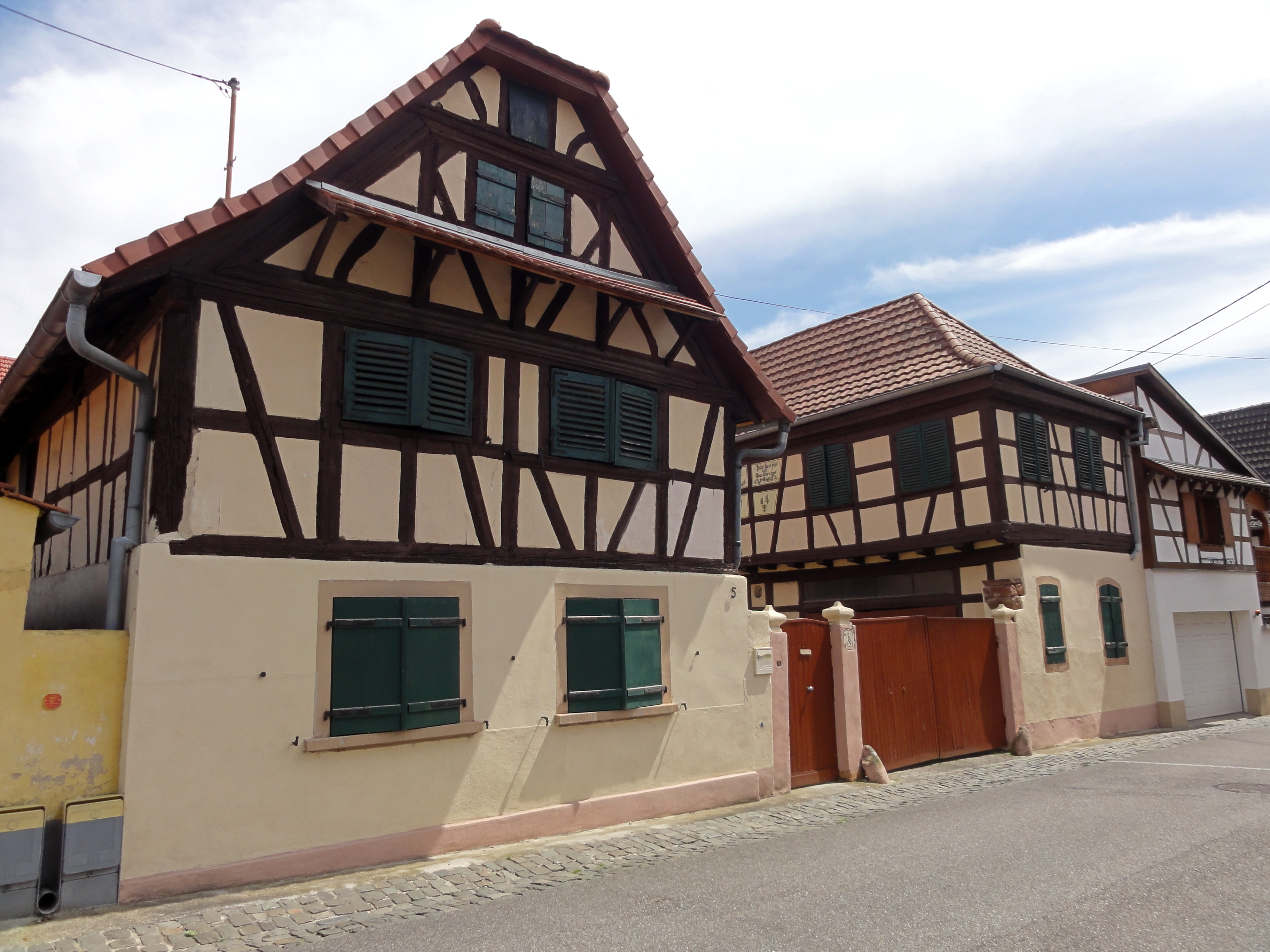
Ancienne auberge « À l'Ange » (1723) puis ferme, 5 rue du Château.
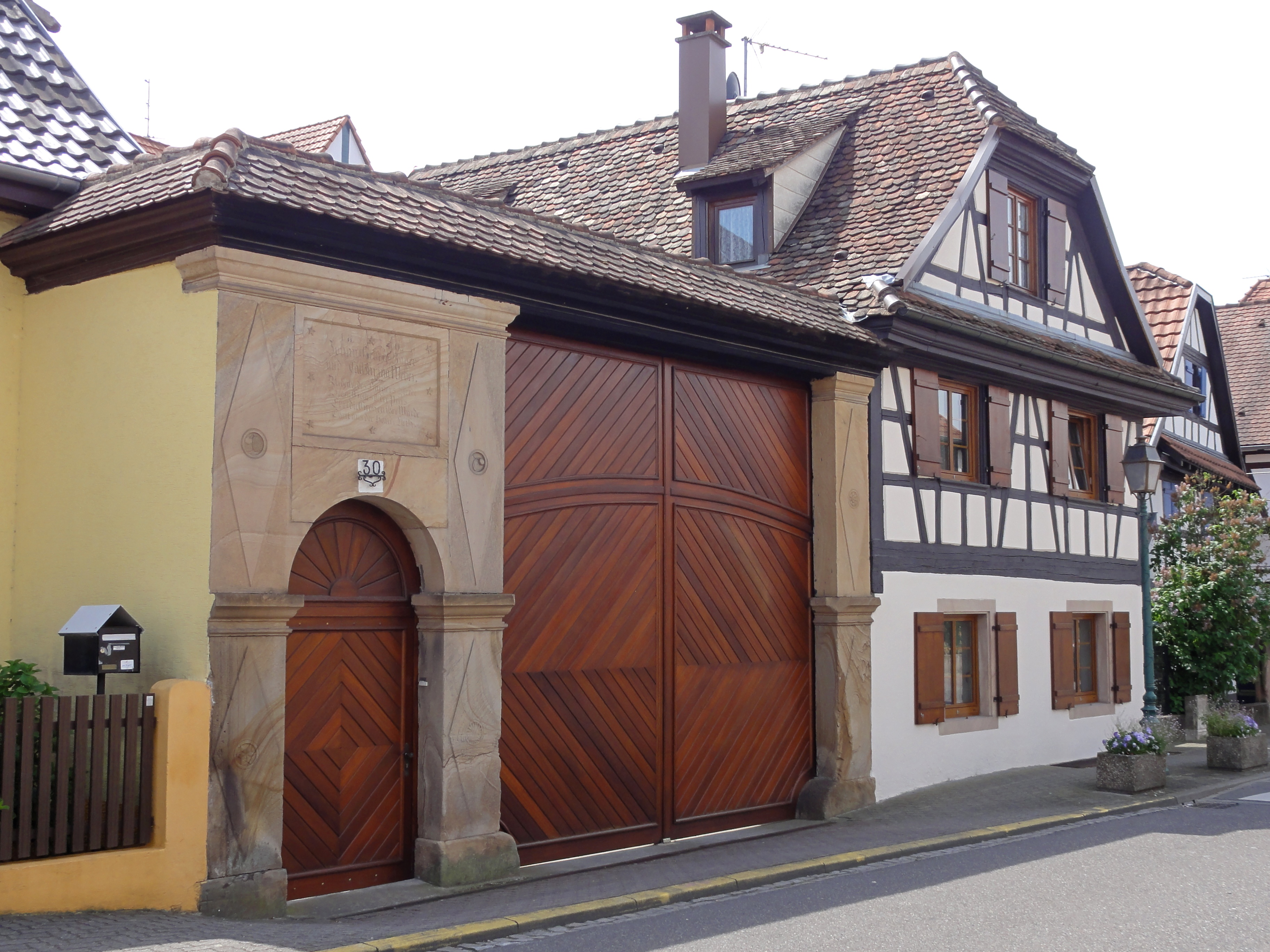
Ferme (1830), 30 rue de la Mairie.
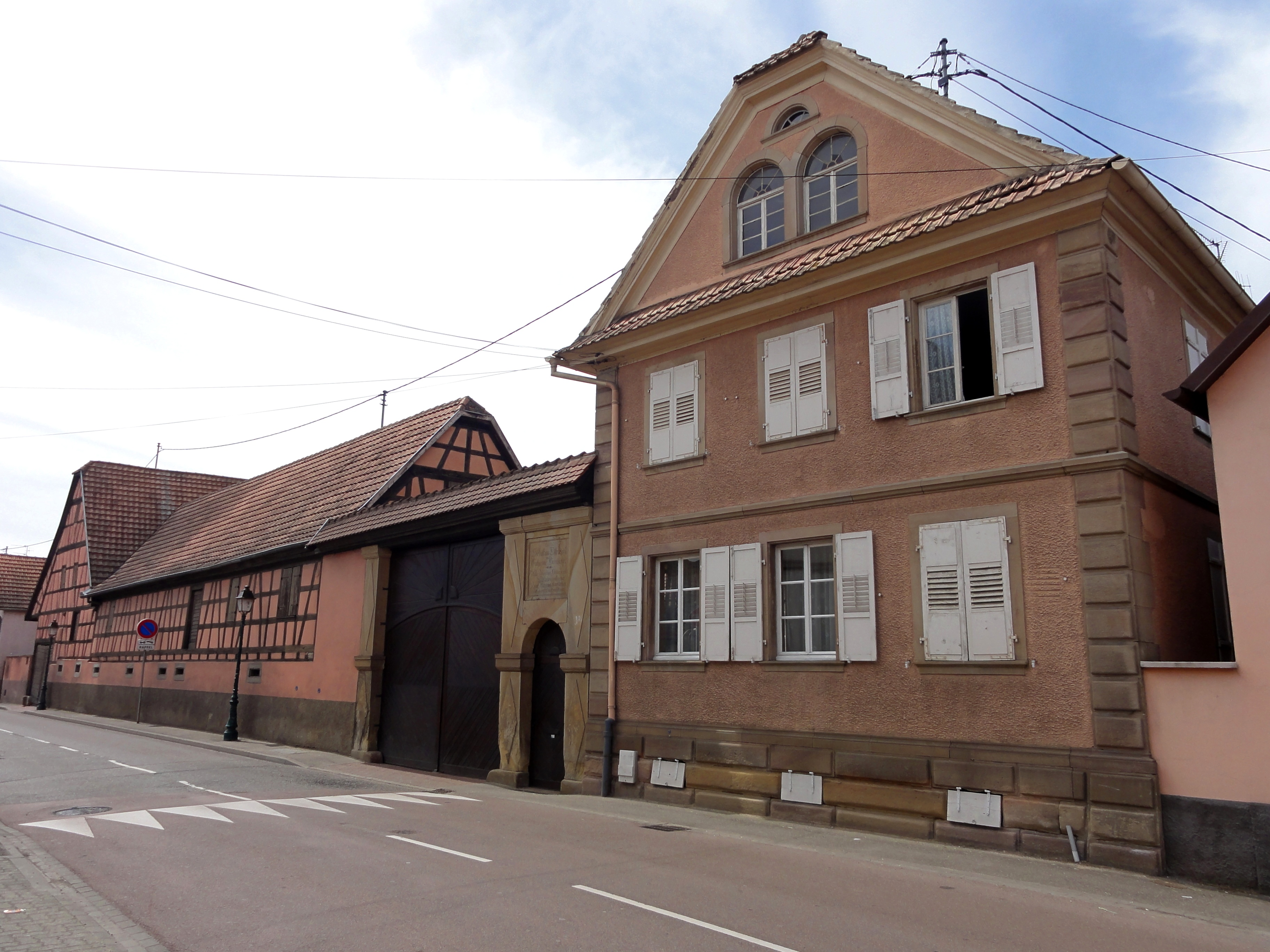
Ferme (1854), 12 rue du Moulin.

### Personnalités liées à la commune
- Georges Frédéric Strass (1701-1773), joaillier du roi, né dans la commune ;
- Charles Adolphe Wurtz (1817-1884), chimiste français, a passé son enfance dans la commune ;
- Frédéric Albert Constantin Weber (1830-1903), médecin militaire et botaniste français ;
- Maxime Alexandre (1899-1976), poète surréaliste, né dans la commune.
- Henri Rendu, (1915-1944), Compagnon de la Libération, capitaine du Groupement Tactique De Guillebon (2ème DB), Mort pour la France le 23 novembre 1944 à Wolfisheim.

### Héraldique
| Blason de Wolfisheim | Blason  | D'or au crampon de piège à loup de sable posé en pal. |
| Blason de Wolfisheim | Détails |                                                       |